# Héctor Miranda
Héctor Alejandro Miranda Cháves (17 de diciembre de 1885, Florida - 27 de febrero de 1915) fue un abogado, historiador y político uruguayo, hermano de César Miranda, también diputado y político. Presidente del Primer Congreso Internacional de Estudiantes Americanos, diputado por el departamento de Treinta y Tres, catedrático de Derecho Penal y Presidente del Consejo Penitenciario. 

## Biografía
Su padre, Julián Octaviano Miranda Cabrera, era Inspector Departamental de Escuelas en esa ciudad y al poco tiempo del nacimiento de su hijo se radicó en Montevideo, donde vivió desde entonces. Las preocupaciones intelectuales influyeron desde temprano en su formación. Julián Miranda, quien llegó a ser Secretario de Instrucción Primaria durante el ejercicio de José Pedro Varela, era un hombre culto, con una vasta biblioteca, y proporcionó a sus hijos no solo la mejor educación que la época permitía, sino también un ambiente adecuado para el desarrollo de sus facultades intelectuales.
Culminó una brillante trayectoria estudiantil en la Facultad de Derecho de Montevideo doctorándose en 1908 a los 23 años de edad. Meses antes había presidido el Primer Congreso Internacional de Estudiantes Americanos (enero y febrero de 1908).
Su actuación en el campo del Derecho lo llevó a ejercer la cátedra de Derecho Penal y la Presidencia del Consejo Penitenciario, desde donde realizó una labor renovadora en este
ramo de la ciencia jurídica. Dice José Pedro Barrán y Benjamin Nahum en el Prólogo del libro "Instrucciones del año XIII":

Su conocimiento de la teoría y de la práctica penal, desde su cargo público como Presidente del Consejo Penitenciario, podía observar la cruel realidad ambiente de nuestras cárceles lo condujo a plantear la necesidad inmediata de una reforma en esta materia. 

Consustanciado con las más modernas corrientes contemporáneas sobre el delito y su prevención, lo que no era nada más que una de las facetas de esta personalidad abierta a todas las sugestiones revolucionarias de su siglo, sostuvo la necesidad de que se sustituyeran los viejos conceptos "del criminal nato”, cuya eliminación se aconsejaba invariablemente, por la científica concepción de la criminología moderna, que ve en el delincuente al enfermo moral, cuya regeneración puede obtenerse por tratamientos racionales y prácticos. Se sustituyera la pena de muerte por la reclusión en los establecimientos penales; hablaba de las cárceles reformatorios, en lugar de las cárceles martirios.
Bregó por el establecimiento del régimen de trabajo industrial de los penados, prescribiendo el de trabajos públicos o forzados.  Una profunda modificación del concepto de culpa estaba igualmente entre sus postulados: "Hay que reformar el Código Penal sustituyendo el criterio de la responsabilidad moral, por el de la responsabilidad social, tomando como base la temibilidad del delincuente y la necesidad de la defensa común. Hay que salvaguardar la sociedad, y hay que enmendar, curar, tutelar al delincuente."' Tal criterio, renovador y sociológico del Derecho, implicaba un cambio radical en la enseñanza del mismo y en la aplicación de la ley, cambio que Miranda propugnó en forma revolucionaria: "A tal Código, tales jueces. Para un Código científico, jueces que conozcan a fondo todas las ciencias criminológicas." . "Es forzoso crear un instituto de Criminología, en que los futuros magistrados se especialicen en el estudio de las disciplinas científicas, examinando en carne viva, el material humano sobre el que están llamados a actuar en el porvenir." De ahí su proyecto de Ley, siendo diputado, creando el Instituto de Criminología, presentado en la sesión del l0 de marzo de 1914. 

Este hombre, que vivió tan a tono con su siglo, estaba destinado a la actividad política, la que si bien desarrolló con brevedad dado lo repentino de su muerte, proporciona también una pauta de su compromiso acuciante con la época.
José Pedro Barrán y Benjamin Nahum

### Carrera política
Fue elegido diputado bajo el lema Partido Colorado por el Departamento de Treinta y Tres en 1914. Secretario de la Comisión Nacional Colorada, Presidente del Comité de Acción Cívica que patrocinaba la candidatura a la Presidencia de la República del ciudadano Feliciano Viera, acompañó la política de José Batlle y Ordóñez. De su breve actuación parlamentaria quedan importantes proyectos de Ley como los que se refieren a la igualdad de derechos para la mujer, el seguro social y uno final sobre colonización agrícola.
Comprometido desde muy joven con la labor histórica realizó las siguientes publicaciones: "Artigas" (1905); "Las Instrucciones del Año XIII" (1910); "Elogio de los Héroes" (1912); "Bruno de Zavala" (1913); "La Doctrina de la Revolución" (1913). Con posterioridad a su deceso la Revista "Anales de la Liga de Estudiantes Americanos" publicó en abril de 1915 un trabajo histórico inconcluso, denominado "Los Congresos de la Revolución". Se sintió atraído por la corriente de escritores y poetas "Modernistas" de la generación de 1900:

Tanto Héctor Miranda, como su hermano  César, se sintieron fuertemente atraídos por la personalidad de Julio Herrera y Reissig. En la Revista "Anales de la Liga de Estudiantes Americanos", Montevideo, abril de 1915, se publicó una poesía de Héctor Miranda, titulada "Evocación Galante", fechada en enero de 1914, dónde la influencia del poeta de la Torre de los Panoramas es manifiesta en el tono esotérico de las referencias y en la pureza del estilo.
José Pedro Barrán y Benjamin Nahum

Falleció el 27 de febrero de 1915, a los 29 años de edad.

## Obras
- "Artigas" (1905)
- "Las Instrucciones del Año XIII" (1910)
- "Elogio de los Héroes" (1912)
- "Bruno de Zavala" (1913)
- "La Doctrina de la Revolución" (1913)

## Legado
En 1916, el Poder Ejecutivo autorizó la instalación en Montevideo de dos nuevos establecimientos de enseñanza secundaria. En 1918, un nuevo decreto cambió la designación de ambas instituciones. Una de ellas, el Liceo Nro. 2, pasó a llamarse "Liceo Héctor Miranda" en homenaje a su obra.